# Human Touch (nummer)
Human Touch is een nummer van de Amerikaanse muzikant Bruce Springsteen. Het is de eerste single van het negende gelijknamige studioalbum uit 1992 en werd op 9 maart dat jaar op single uitgebracht.  "Human Touch" is een van de eerste nummers die Springsteen opneemt met muzikanten die geen lid van de E Street Band zijn.

## Achtergrond
De single werd een wereldwijde hit. In Springsteens' thuisland de Verenigde Staten bereikte de single de 16e positie in de Billboard Hot 100. In het Verenigd Koninkrijk werd de 11e positie bereikt in de UK Singles Chart. Ierland de 4e, Nieuw-Zeeland de 12e, Australië de 17e, Duitsland de 15e, Oostenrijk de 19e, Zwitserland en Zweden de 4e, Frankrijk de 20e, Canada, Portugal en in de Eurochart Hot 100 de 2e positie.
In Nederland was de plaat op vrijdag 13 maart 1992 Veronica Alarmschijf op Radio 3 en werd een grote hit in de destijds twee landelijke hitlijsten op de nationale publieke popzender. De plaat bereikte de 5e positie in de Nederlandse Top 40 en de 3e positie in de Nationale Top 100. 
In België bereikte de plaat de 3e positie in zowel de voorloper van de Vlaamse Ultratop 50 als de Vlaamse Radio 2 Top 30. In Wallonië werd géén notering behaald.
Sinds de editie van december 2009 staat de plaat regelmatig genoteerd in de jaarlijkse NPO Radio 2 Top 2000 van de Nederlandse publieke radiozender NPO Radio 2, met als hoogste notering tot nu toe een 1076e positie in 2013.

## NPO Radio 2 Top 2000
| Nummer met noteringen in de NPO Radio 2 Top 2000 | '09  | '10 | '11  | '12  | '13  | '14  | '15  | '16  | '17  | '18  | '19  | '20  | '21  | '22  | '23  | '24  |
| ------------------------------------------------ | ---- | --- | ---- | ---- | ---- | ---- | ---- | ---- | ---- | ---- | ---- | ---- | ---- | ---- | ---- | ---- |
| Human Touch                                      | 1363 | -   | 1362 | 1279 | 1076 | 1165 | 1237 | 1325 | 1419 | 1627 | 1457 | 1503 | 1523 | 1452 | 1562 | 1589 |

1. ↑  Een '-' betekent dat het nummer niet was genoteerd en een vetgedrukt getal geeft de hoogste notering aan.
2. ↑  2009 was het eerste jaar met een notering voor dit nummer.

E Street Band: Bruce Springsteen · Roy Bittan · Nils Lofgren · Patti Scialfa · Garry Tallent · Steven Van Zandt · Max Weinberg
Jake Clemons · Charles Giordano · Soozie Tyrell
Voormalige leden: Ernest Carter · Clarence Clemons · Danny Federici · Vini Lopez · David Sancious
Voormalige tourmuzikanten:
Everett Bradley · Barry Danielian · Clark Gayton · Curtis King · Suki Lahav · Ed Manion · The Miami Horns · Cindy Mizelle · Michelle Moore · Tom Morello · Curt Ramm · Jay Weinberg